# .cl
.cl es el dominio de nivel superior geográfico para Chile creado en 1987. Es administrado por NIC Chile, centro dependiente de la Facultad de Ciencias Físicas y Matemáticas de la Universidad de Chile, creado el año 2017, que ha proseguido el trabajo iniciado en 1987 como proyecto del Departamento de Ciencias de la Computación (DCC) de la misma casa de estudios superiores.
Bajo este dominio, a diferencia del resto de América Latina, no existe la obligación de someterse bajo un dominio de segundo nivel (SLD); cualquier registrante puede obtener un dominio de segundo nivel.
La sintaxis de los dominios que pueden ser inscritos en NIC Chile, se encuentran descritas en el reglamento vigente de la entidad. Además de naciones como Alemania, Austria, Brasil y Polonia, Chile permite el registro de Nombre de dominio internacionalizado (IDN), es decir, con caracteres no-ASCII.

## Historia
El registro de dominio, tanto para personas naturales como para empresas, fue gratuito entre 1987 y 1997. Desde entonces, se le asigna un valor determinado, el cual es a contar del 1 de noviembre de 2023 de CLP 9.990 exento de IVA por el primer año de cobertura de la inscripción.
Desde 2005, Chile es el primer país de lengua española en permitir el registro de dominios con vocales acentuadas (á é í ó ú), la letra U con diéresis (ü) y la letra Ñ.
Asimismo, este año destaca la implementación del protocolo IPv6, cual otorga a NIC Chile, la posibilidad de participar en el primer banco de pruebas de Google dedicados al IPv6, esto ocasiona además que se crearan seminarios dedicados al tema, agrupados en una serie de eventos denominados "IPv6 Tour" y organizados por la Subsecretaría de Telecomunicaciones de Chile y LACNIC. Ya en 2007, los nombres de dominio .cl pueden informar DNS con registros IPv6 (AAAA) y para 2008 dispone de servidores de nombre para .cl con soporte IPv6, desde su inclusión en la raíz del DNS, en el primer mes del dicho año.
Para abril del 2011 soporta DNSSEC, la zona está firmada y por lo tanto cualquier dominio que quiera firmar sus registros puede hacerlo. Ese mismo año la Subsecretaría de Telecomunicaciones de Chile y la Corporación de Fomento de la Producción, desarrolla el proyecto «IPv6 para Chile» para adjudicarla en organizaciones gubernamentales y empresas privadas interesadas
En el informe de Hurricane Electric del 28 de mayo de 2012, .cl aparece como dominio con soporte para IPv6 y con nameservers en IPv6 y desde junio de 2016, todos sus servicios en línea son compatibles con IPv6.
El 23 de marzo de 2016 se alcanza la cifra de quinientos mil dominios registrados y activos.